# Key Largo
Key Largo ist ein census-designated place (CDP, ein zu Statistikzwecken definiertes Siedlungsgebiet) im Monroe County im US-Bundesstaat Florida mit 12.447 Einwohnern (Stand: 2020).

## Geographie
Der CDP Key Largo ist zugleich eine Insel, die den Florida Keys angehört. Sie liegt am Overseas Highway (U.S. 1, SR 5) und befindet sich etwa 145 km von Key West und 80 km von Miami entfernt.

## Geschichte
Einige Szenen des Filmes Gangster in Key Largo aus dem Jahre 1948 mit Edward G. Robinson und Humphrey Bogart wurden im Caribbean Club gedreht. Humphrey-Bogart-Fans können in Key Largo auch das Originalboot aus dem Film African Queen bewundern. Nördlich der Stadt liegen der John Pennekamp Coral Reef State Park und der Dagny Johnson Key Largo Hammock Botanical State Park.

## Weblinks

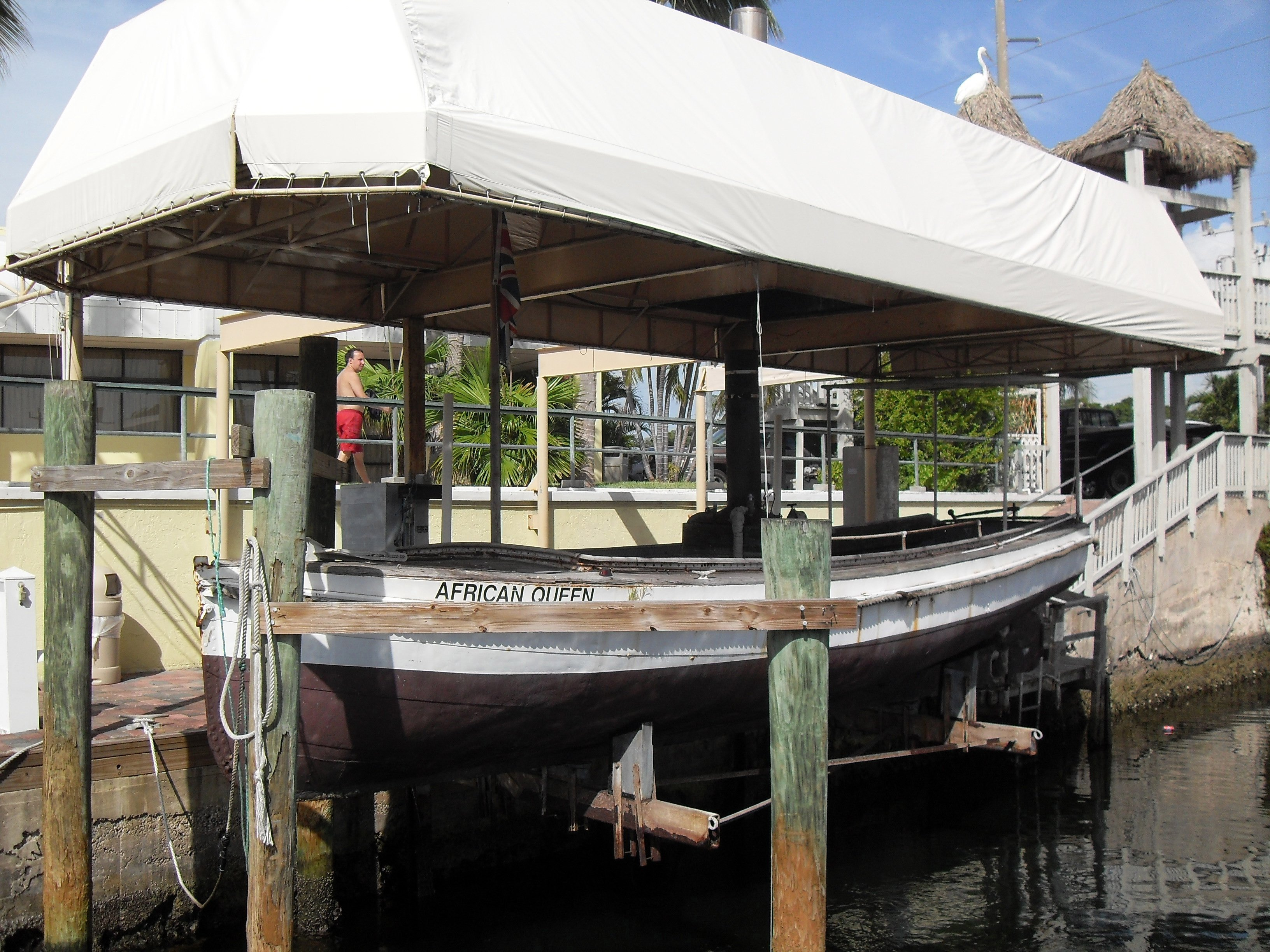
Das Boot African Queen

### Demographische Daten
Laut der Volkszählung 2010 verteilten sich die damaligen 10.433 Einwohner auf 8.459 Haushalte. Die Bevölkerungsdichte lag bei 331,2 Einw./km². 93,0 % der Bevölkerung bezeichneten sich als Weiße, 2,3 % als Afroamerikaner, 0,5 % als Indianer und 0,8 % als Asian Americans. 1,5 % gaben die Angehörigkeit zu einer anderen Ethnie und 1,8 % zu mehreren Ethnien an. 23,7 % der Bevölkerung bestand aus Hispanics oder Latinos.
Im Jahr 2010 lebten in 22,0 % aller Haushalte Kinder unter 18 Jahren sowie 30,0 % aller Haushalte Personen mit mindestens 65 Jahren. 59,2 % der Haushalte waren Familienhaushalte (bestehend aus verheirateten Paaren mit oder ohne Nachkommen bzw. einem Elternteil mit Nachkomme). Die durchschnittliche Größe eines Haushalts lag bei 2,20 Personen und die durchschnittliche Familiengröße bei 2,74 Personen.
18,4 % der Bevölkerung waren jünger als 20 Jahre, 19,3 % waren 20 bis 39 Jahre alt, 35,5 % waren 40 bis 59 Jahre alt und 26,8 % waren mindestens 60 Jahre alt. Das mittlere Alter betrug 48 Jahre. 51,9 % der Bevölkerung waren männlich und 48,1 % weiblich.
Das durchschnittliche Jahreseinkommen lag bei 51.798 $, dabei lebten 11,9 % der Bevölkerung unter der Armutsgrenze.
Im Jahr 2000 war Englisch die Muttersprache von 79,38 % der Bevölkerung, spanisch sprachen 17,97 % und 2,65 % hatten eine andere Muttersprache.

## Sehenswürdigkeiten
Folgende Objekte sind im National Register of Historic Places gelistet:
- African Queen (Boot aus dem Film African Queen)
- Carysfort Lighthouse
- John Pennekamp Coral Reef State Park and Reserve
- Rock Mound Archeological Site
- USCG Cutter Duane